# Martin MB-1
De Martin MB-1 was een Amerikaanse bommenwerper ontworpen en gebouwd door de Glenn L. Martin Company voor de United States Army Air Service in 1918. In 1921 volgde de KG.1-variant van de MB-1, waarvan er tien door de Amerikaanse marine werden gekocht als torpedobommenwerpers onder de aanduiding MBT. Nadat er twee waren gekocht, werd de aanduiding gewijzigd in Martin MT. In totaal zijn er 20 stuks in diverse versies geproduceerd.

## Geschiedenis
Met de participatie van de Verenigde Staten aan de Eerste Wereldoorlog in Europa wenste de luchtvaarttak van het Amerikaanse leger een bommenwerper die superieur was aan de Handley Page O/400. De Glenn Martin vliegtuigfabriek kwam met het voorstel voor de MB-1 en kreeg de order voor zes MB-1 bommenwerpers. De MB-1 had een conventioneel ontwerp, het was een tweedekker, met een dubbel staartvlak en een vast landingsgestel met vier wielen. Het toestel kreeg twee Liberty 12A-motoren van elk 400 pk (298 kW). De bemanning bestond uit drie personen.
Het eerste exemplaar werd in oktober 1918 geleverd. Dit toestel had nog de aanduiding GMB, de afkorting voor Glenn Martin Bomber. De eerste vier toestellen waren observatievliegtuigen en de daaropvolgende twee waren bommenwerpers.
Er werden nog vier vliegtuigen geproduceerd voor het einde van de Eerste Wereldoorlog, maar alle andere orders werden geannuleerd. De laatste drie vliegtuigen waren afwijkend, een toestel kreeg de aanduiding GMT. Dit stond voor Glenn Martin Transcontinental en was een langeafstandsversie met een bereik van 1500 mijl of 2400 km. De GMC, Glenn Martin Cannon, kreeg in de neus een kanon gemonteerd met een kaliber van 37mm. De derde en laatste was een GMP, Glenn Martin Passenger, geschikt voor civiel gebruik met een cabine met zitplaatsen voor 10 personen. De andere vliegtuigen werden later aangepast en gebruikt door de United States Postal Service voor het vervoer van post. Het ontwerp van de MB-1 was de basis voor de Martin MB-2, die weliswaar een groter laadvermogen had, maar langzamer en minder wendbaar was.
In 1921 produceerde Martin zijn KG.1-variant van de MB-1, dit was een torpedobommenwerper. Tien vliegtuigen werden vanaf 1922 gebruikt door de Amerikaanse marine onder de aanduidingen MBT en MT. Op 5 oktober 1923 nam een MT, met serienummer A-5720, deel aan de National Air Races in Saint Louis (Missouri). Dit toestel eindigde op de derde plaats
De bommenwerpers werden ingezet tijdens een conflict tussen koppels en de steenkoolbedrijven in Virginia. In 1921 woedde de grootste arbeidersopstand in de geschiedenis van de Verenigde Staten en de grootste gewapende opstand sinds de Amerikaanse Burgeroorlog. In dit conflict kwamen tot 100 mensen om het leven en nog veel meer werden gearresteerd. Eén vliegtuig stortte neer op de terugvlucht, waarbij de drie bemanningsleden omkwamen.

## Fotogalerij

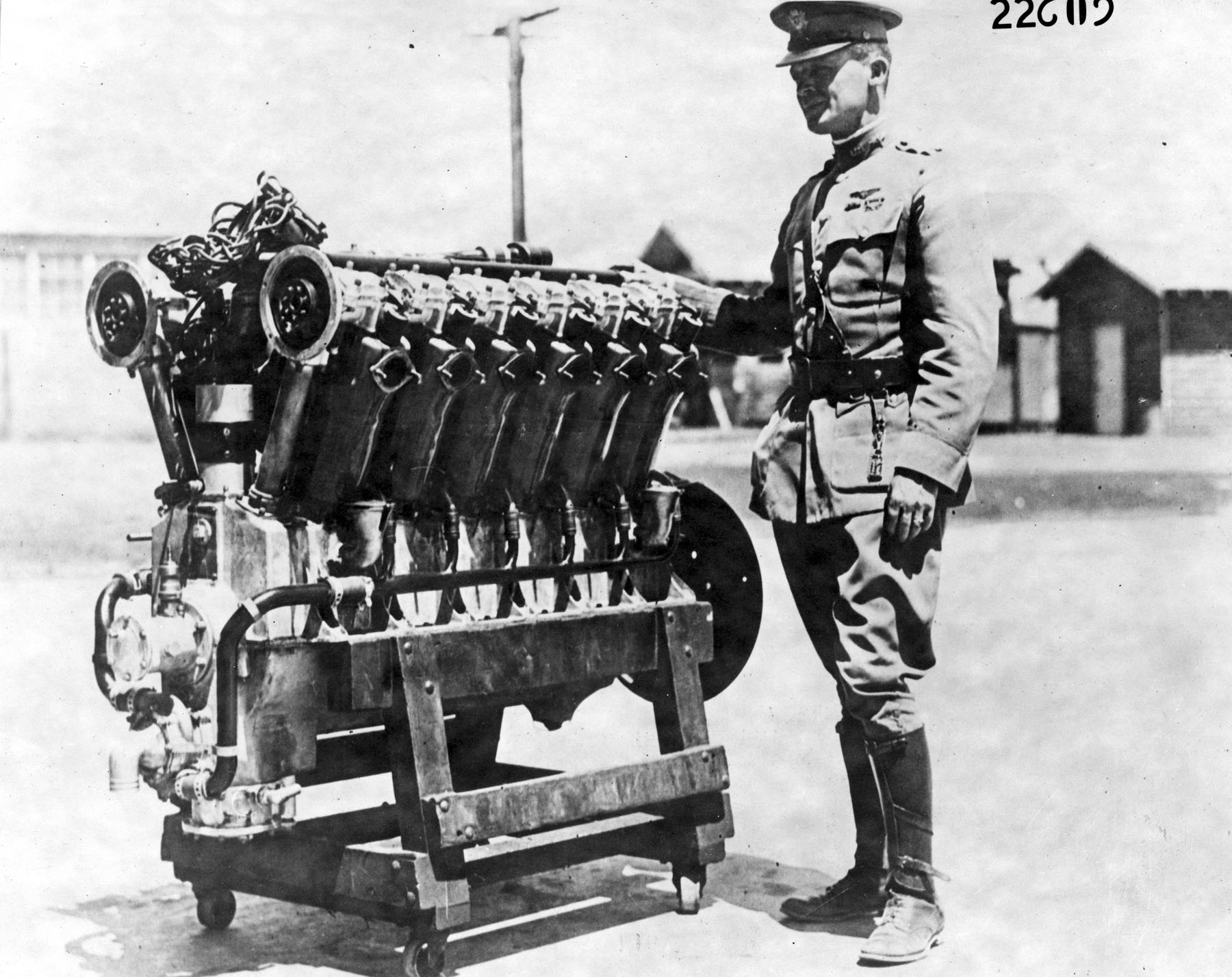
Liberty V12 motor
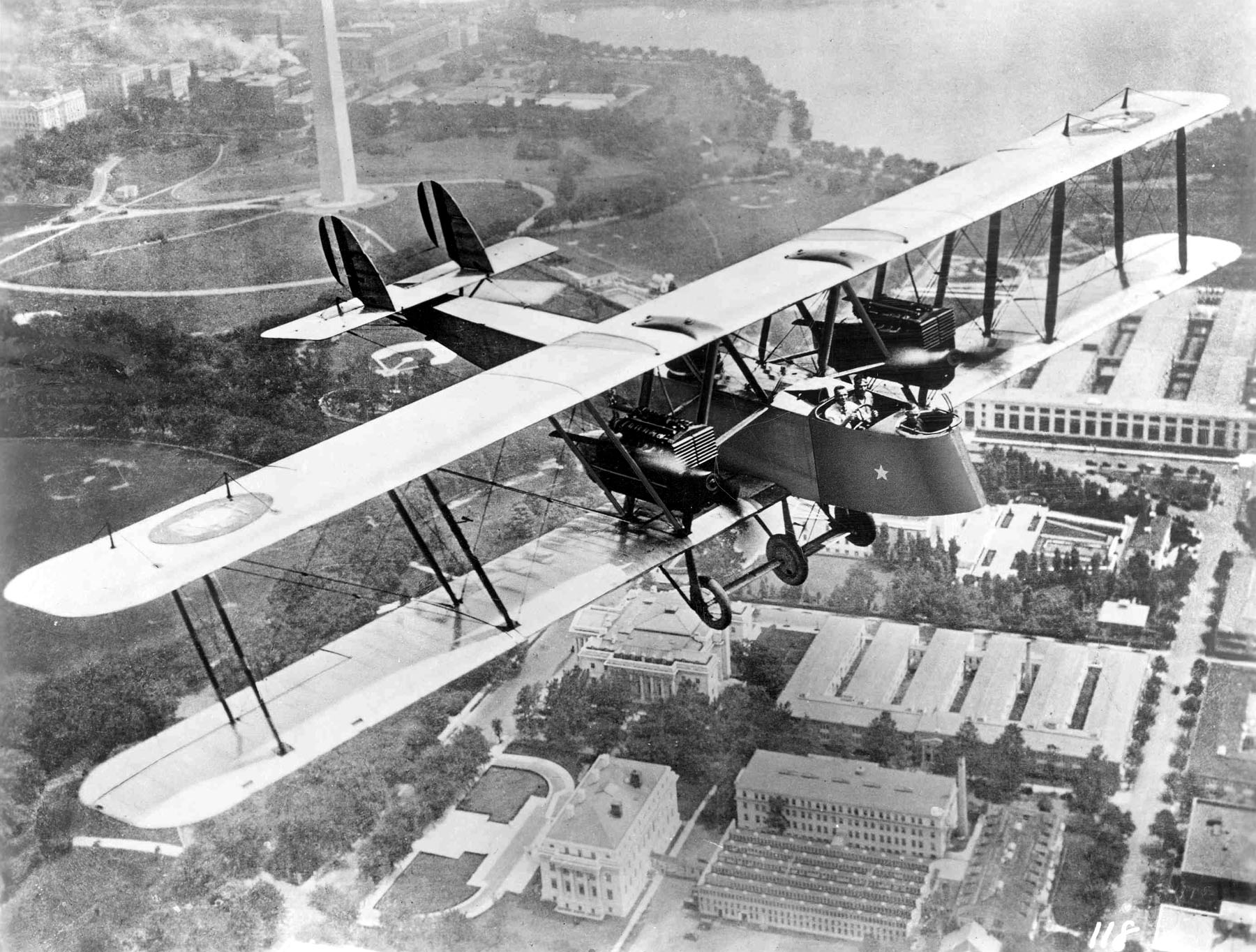
MB-1 boven Washington DC (ca. 1920)
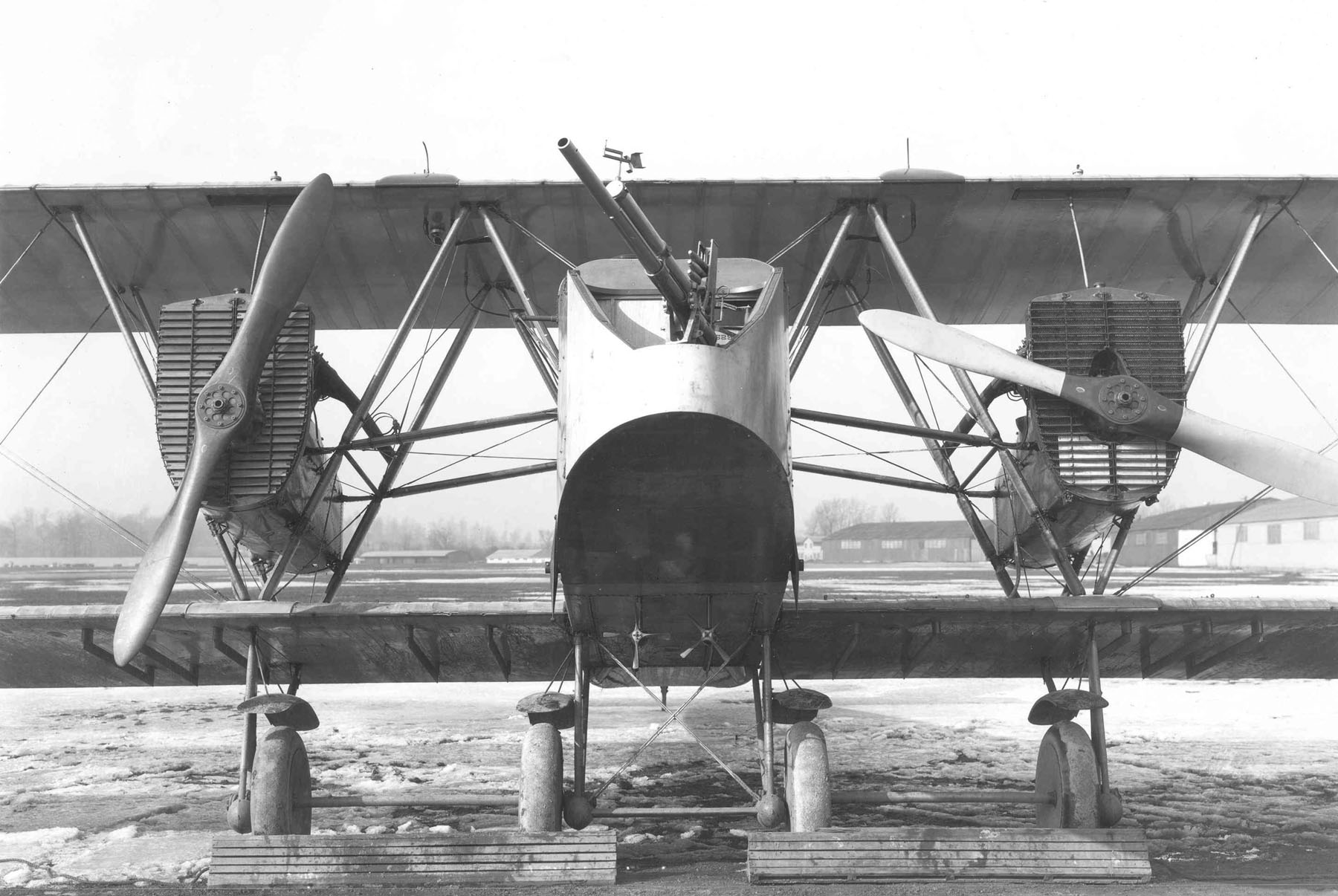
Glenn Martin Cannon (GMC)
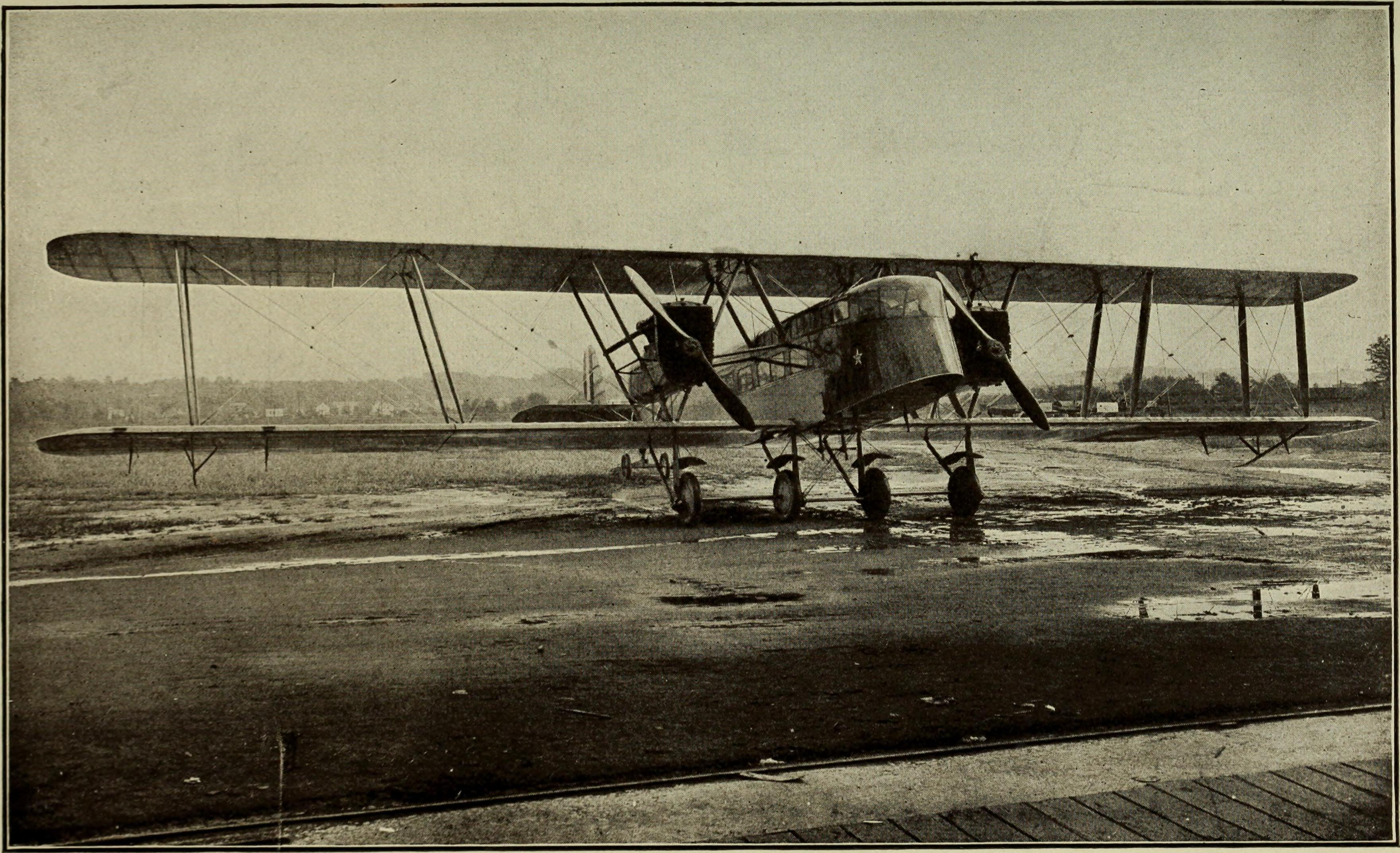
Glenn Martin Passenger (GMP)